# Pierwomajskij (rejon rylski)
Pierwomajskij (ros. Первомайский) – osiedle typu wiejskiego w zachodniej Rosji, w sielsowiecie łomakińskim rejonu rylskiego w obwodzie kurskim.

## Geografia
Miejscowość położona jest 3 km od centrum administracyjnego sielsowietu łomakińskiego (Swoboda), 17,5 km od centrum administracyjnego rejonu (Rylsk), 121 km od Kurska.

## Demografia
W 2010 r. miejscowość zamieszkiwało 6 osób.